# Göteborgs Handels- och Sjöfartstidning
Göteborgs Handels- och Sjöfarts-Tidning (förkortat GHT), även Handelstidningen, var en svensk dagstidning, som gavs ut i Göteborg 1832–1985. Under åren 1973–1984 gavs den ut som veckotidning. Tidningen grundades av bokhållaren Magnus Prytz. Den mest kända chefredaktören var Torgny Segerstedt som tillträdde 1917 och ledde tidningen till sin död 1945. GHT dominerade tidningsmarknaden i Göteborg fram till 1930-talet.
I september 2016 kom tidningen ut igen i ett nummer på initiativ av nya ägaren Dennis Töllborg, med Terje Carlsson som chefredaktör.

## Historia
Boktryckaren Georg Löwegren (1775–1832) i Göteborg gav ut tidningarna Aftonbladet, startad 1811 och Götheborgs-Posten som startades 1813. Löwegren ansåg att handel och sjöfart borde ägnas mer journalistisk uppmärksamhet, och fick av Hovkanslerämbetet den 18 mars 1818 utgivningsbevis för en tidning med namnet Götheborgs Handels- och Sjöfarts-Tidning. Tidningen kom ut, i oktavformat (16x14 centimeter), första gången den 2 januari 1819 och då som en slags bilaga till Götheborgs-Posten och innehöll skeppslistor, växelkurser och kungörelser. Tidningen/bilagan kom ut två gånger i veckan, tisdagar och fredagar under åren 1818–1819 med totalt 105 nummer år 1819. I slutet av 1819 meddelade tidningen att den tills vidare skulle upphöra "till följe av den närvarande, för dess föremål mindre gynnsamma konjunkturen". Löwegren lyckades inte lösa en ny finansiering av tidningen och 1828 gick utgivningsbeviset ut.

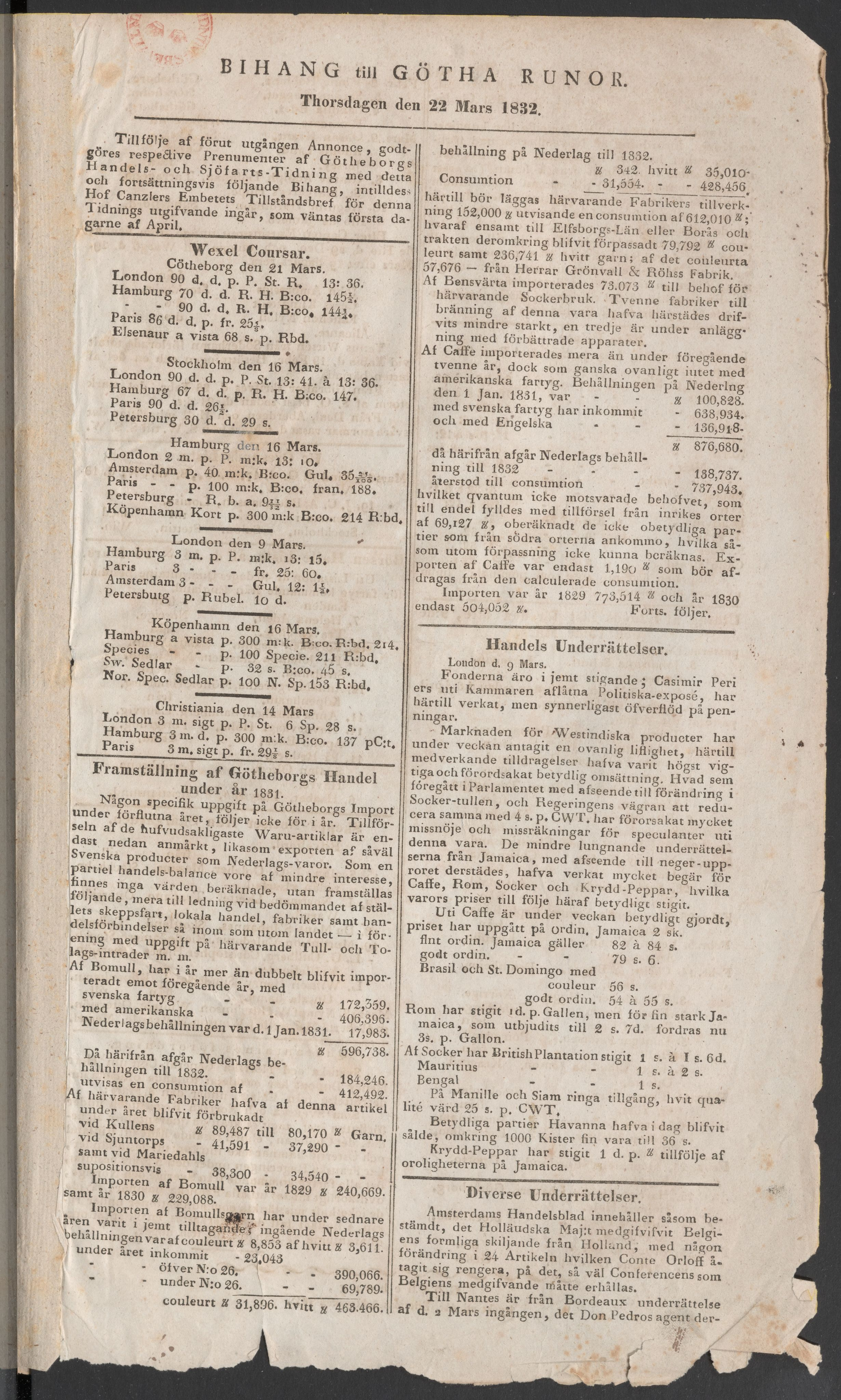
Bilaga till Götha Runor 22 mars 1832.

Bokhållaren Magnus (Måns) Prytz begärde utgivningsbevis för Götheborgs Handels och Sjöfarts Tidning den 11 februari 1832, men fick vänta till 28 mars samma år, innan detta beviljades. Under tiden lät han de första fjorton numren av tidningen följa med som bilaga till tidningen Götha Runor, startad 1831 av gymnasieadjunkten filosofie doktor Pehr David Lomberg. Götha Runor kom ut två dagar i veckan. Under titeln Bihang till Götha Runor startades GHT för andra gången, den 22 mars 1832. Tidningen kom ut med fjorton nummer, innan nummer femton kunde tryckas med eget namn, lördagen den 7 april 1832. Liksom Götha Runor trycktes GHT på Abraham Ericssons boktryckeri vid Trätorget (nuvarande Kungstorget). Där hade även Prytz sin bostad, och där öppnade han sitt kombinerade redaktions-, annons- och prenumerationskontor.
Prytz var GHT:s utgivare fram till december 1848, då Johan Sandwall från Jönköping köpte tidningen. Sandwall hade genom förfalskningar kommit över en större summa pengar och tvingades 1851 att fly till USA. Den 1 maj 1851 gjordes då en överenskommelse mellan Prytz och redaktörerna C.J. Lindskog och J.M. Winnerstedt om att bilda Handelstidningens Aktiebolag. Den 1 oktober 1852 blev redaktören Sven Adolf Hedlund huvudredaktör och delägare i GHT, vilket han var fram till sin död år 1900. Han efterträddes av sin brorson Henrik Hedlund, som innehade posten till 1917.
Viktor Rydberg anställdes som redaktör på GHT i maj 1855 och blev kvar på tidningen i tjugo år. 1865 anställdes Mauritz Rubenson som flygande reporter, och blev kvar fram till sin död 1899. C.T. Holmström var föreståndare för Skåneredaktionen 1915–1921.
Under chefredaktör S.A. Hedlund fick tidningen en liberal prägel. Den mest kända chefredaktören var Torgny Segerstedt som tillträdde 1917 och ledde tidningen till sin död 1945. Segerstedt blev internationellt känd för sin kritik mot Hitler och Nazityskland, som han inledde redan 1933. Han var riksdagsledamot i första kammaren 1935–1945, och var bland annat suppleant i första lagutskottet 1940–1945. Han engagerade sig bland annat i frågor kring offentlighetsprincipen och följderna av 1940 års lag om särskilda tvångsmedel i krig eller krigsfara.
Knut Petersson var huvudredaktör och ansvarige utgivare 1945–1957.
Göteborgs Handels- och Sjöfartstidning dominerade stadens tidningsmarknad fram till 1930-talet, men förlorade efterhand mark till Göteborgs-Posten som tog över positionen som stadens klart största tidning. Som andratidning, det vill säga en tidning som på en ort konkurrerar med en större tidning, drabbades GHT av den så kallade upplagespiralen. Det innebar att tidningen på grund av sin mindre upplaga fick färre annonser och därmed också färre prenumeranter.
Efter många år av sjunkande upplagor arbetade den nyutnämnde administrative chefredaktören Bo Carlson fram ett förslag att göra om tidningen till en selektiv dagstidning, den första i sitt slag i Sverige, för att vända den negativa upplageutvecklingen. Förslaget presenterades 1970 och gick ut på att GHT skulle satsa sina redaktionella resurser på fem avdelningar: ledare och kommentarer, ekonomi, samhälle, utrikes och kultur. Tidningen skulle därmed vända sig till målgrupper som krävde kvalificerad information för sitt arbete och sitt samhällsintresse.
Den nya tidningen lanserades den 1 februari 1971. Den nya selektiva dagstidningen väckte stor uppmärksamhet och Bo Carlson tilldelades Stora Journalistpriset 1971 med motiveringen” För omläggningen av GHT till en selektiv dagstidning med inriktning på analys, bakgrundsteckning och uppföljning av samhällsfrågor. Ett försök att trygga andratidningens framtid”. 
Trots ett uppskattat innehåll återkom inte annonsörerna och tidningens ekonomi försämrades gradvis. Den 22 augusti 1973 sades all personal på tidningen upp, och den 7 september samma år gick tidningen i konkurs. Därmed gick den ursprungliga Göteborgs Handels- och Sjöfartstidning i graven efter 141 år.
Utgivningsbeviset för GHT förvärvades av nya intressenter och en tidning med samma namn utkom sedan fram till 1984 som veckotidning och därefter åter till den definitiva nedläggningen februari 1985 återigen som sjudagarstidning under 139 dagar.
I september 2016 kom tidningen ut igen i ett nummer. Ny ägare och ansvarig utgivare var professor Dennis Töllborg, och chefredaktör Terje Carlsson. I januari 2017 meddelade Carlsson att han lämnat tidningen och att inga fler nummer var inplanerade.

## Utgivning och priser 1832–1934

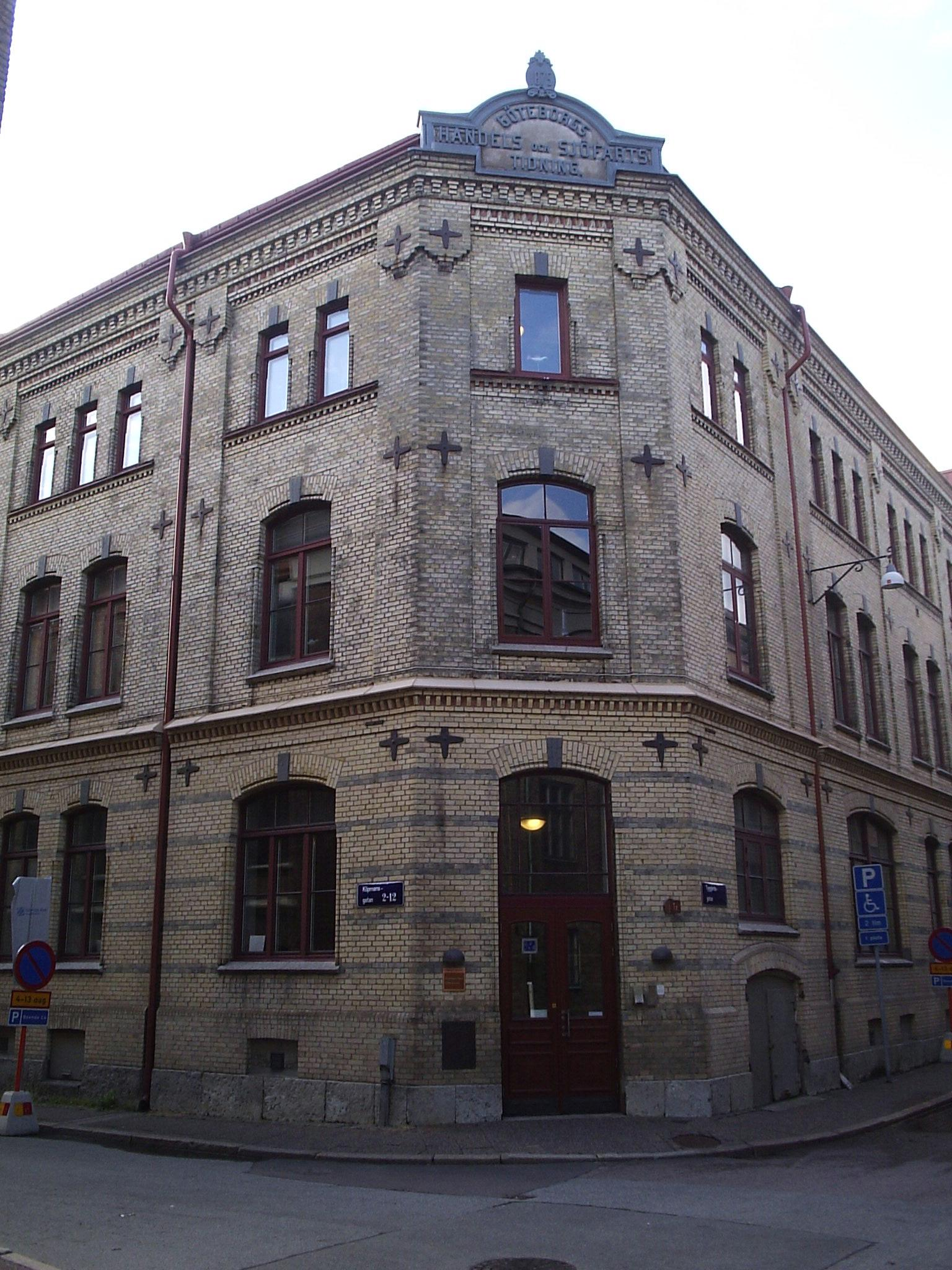
Göteborgs Handels- och Sjöfarts-Tidnings forna lokaler i Nordstaden, år 2006.

GHT kom ut den 9 april 1832 till 31 december 1833 sex gånger i veckan, och från den 1 januari 1834 till den 4 december 1844 tre gånger i veckan, måndagar, onsdagar och lördagar. Från den 7 december 1844 till den 17 november 1884 och från och med 1886 till 1934, sex gånger i veckan. År 1863, sju gånger i veckan (sex i veckan med ett tvåsidigt extranummer på måndagsmorgonen). Den 18 november 1884 till den 31 december 1885 12 gånger i veckan, det vill säga två nummer varje söckendag.
År 1832 kostade Göteborgs Handels- och Sjöfartstidning 10 riksdaler banco per år, år 1843 nio riksdaler 16 skilling banco, år 1852 10 riksdaler 32 skilling banco, år 1858 18 riksdaler, 1885 21 kronor, 1895 12 kronor och 1934 var priset 22 kronor, postarvodet inberäknat.

## Handelstidningens hus
Den 22 oktober 1876 invigdes tidningens nya tryckeri- och redaktionsbyggnad i tre våningar, vid Köpmansgatan 12 i Nordstaden i centrala Göteborg. Detta var troligen Sveriges första hus som var specialbyggt för tidningsproduktion, och ritades av stadsarkitekten Victor von Gegerfelt tillsammans med Hans Hedlund, brorson till redaktör S.A. Hedlund. Tidningens verksamhet flyttades hit från Östra Hamngatan 10.